# 라오스 국립 대학교
라오스 국립 대학교(라오어: ມະຫາວິທະຍາໄລແຫ່ງຊາດລາວ, 영어: National University of Laos, NUOL)는 라오스 비엔티안에 있는 대학교이다. 1996년에 설립되었으며, 국내 유일의 국립 대학이다. 라오스 전역에서 온 학생들과 외국인 학생들을 수용한다.
이 대학은 메콩강 유역 학술 연구 네트워크(GMSARN)와 아세안 대학교 네트워크(AUN)의 파트너이다.

## 역사
1995년 6월 9일 라오스 총리령 제50호/PM에 따라 교육부 산하의 고등교육기관들을 하나의 대학으로 통합하여 라오스 국립 대학교(NUOL)가 설립되었다.
NUOL은 여러 캠퍼스로 구성되어 있으며, 동독 캠퍼스(센트럴), 속팔루앙 캠퍼스(공학부), 나봉 캠퍼스(농업부), 돈록쿰 캠퍼스(법무부), 타통 캠퍼스(수자원부) 등 5개 캠퍼스가 있다. 13개의 학부, 2개의 연구소(노일인재개발원과 중국유학연구소), 중앙도서관, 6개의 센터, 작은 병원으로 구성되어 있다.
NUOL은 라오스의 사회 경제적 발전에 필요한 분야에서 고등 교육을 제공하는 1/, 자연 및 사회 과학 연구를 수행하는 2/, 국가의 예술, 문화 및 전통을 보존하는 3/, 사회에 학술 서비스를 제공하는 4/의 역할을 수행했다. 학사 학위의 다양성 프로그램으로 유명하며, 일부 석사 학위 프로그램은 학사 학위와 박사 학위 프로그램으로도 진행된다.
1996년 11월 5일 첫 학년이 시작된 이후, 학생 수는 8,053명(여학생 2,170명 포함)에서 2009~2010학년도에는 약 4만 명으로 증가했다. 그 후, 국가의 직업 인력을 늘리는 정책 이후, 수용 가능한 학생 수는 최근 1년 동안 약 23,000명으로 감소했다. 현재, NUOL은 라오스의 주요하고 중요한 공공 기관 중 하나로 받아들여지고 있다.
향후 디지털 기반 대학을 향한 대학 현대화를 위해 2002년 IT센터가 설립되어 NUOL의 총장이 직접 주관하고 있다. NUOL의 IT 센터는 1/대학 전체의 ICT 인프라 개발 및 관리, 2/"ICT 기반 사회"를 향한 ICT 인재 개발, 3/컴퓨터 과학 및 ICT 분야 연구 지원 및 수행, 4/학술 서비스 제공으로 역할이 업그레이드되었다. 2004~2005학년도 대학 ICT 발전계획에 따라 ICT 시스템을 강화하기 위해 2005~2010학년도 Sida-SAREC에서 ICT 인프라를 지원하였다. 대학의 ICT 발전 계획은 기술의 변화를 따라잡기 위해 거의 매년 조정되거나 개선된다. 다만 IT 투자 예산이 부족해 실행에 옮기기는 어렵다. 많은 ICT 작업이 외부 지원을 통해 가능하다.